# جاي بيل (كاتب)
جاي بيل (بالإنجليزية: Jay Bell)‏ (19 فبراير 1977، ميريام في الولايات المتحدة)؛ روائي أمريكي.